# فرناندو كيروغا بالاسيوس
فرناندو كيروغا بالاسيوس (بالإسبانية: Fernando Quiroga y Palacios)‏ هو كاهن كاثوليكي إسباني، ولد في 21 يناير 1900 في إسبانيا، وتوفي في 7 ديسمبر 1971 في مدريد في إسبانيا.